# 梁植权
梁植权（1914年3月5日—2006年6月14日），男，原籍广东中山，生于山东烟台，中国生物化学家，中国医学科学院基础医学研究所研究员，协和医科大学生化系教授。

## 生平
梁植权原籍广东中山，生于山东烟台，1937年及1941年先后于北京燕京大学化学系获理学学士学位及理学硕士学位。1950年获美国宾夕法尼亚州立大学生物化学博士学位。1980年当选为中国科学院院士（学部委员）。